# Henri Testelin
Henri Testelin est un peintre français né à Paris en 1616, et mort à La Haye le 17 avril 1695.

## Biographie
Henri Testelin est le fils de Gilles Testelin, peintre de Louis XIII, et son frère cadet se nomme Louis Testelin, peintre. Gilles Testelin est le fils de Pasquier Testelin, peintre ordinaire du roi en 1610, mort avant juin 1613. Henri Testelin succède à son père comme peintre du roi et son frère, Louis, est aussi maître peintre. Il a été, avec son frère, un des premiers académiciens de l'Académie royale de peinture et de sculpture, après les douze anciens, reçu le 1er février 1648 avec son tableau Portrait de Louis XIV séant en son lit de justice.
Henri Testelin est un peintre de cour qui réalise plusieurs portraits de Louis XIV, d'autres personnages importants de la Cour, des peintures relatant des événements officiels ainsi que des œuvres décoratives pour les appartements royaux. C'est le cas du tableau relatant la Création de l'académie des Sciences date de 1667 et situé au "Musée de l'histoire de France" au Château de Versailles et qui montre le roi et les participants, tous porteurs de dentelle au point de Venise, avant l'arrivée de la dentelle au point de France que Colbert voulait imposer.
La plupart de ses œuvres sont conservées au Château de Versailles. Plusieurs de ses tableaux, dont le portrait de Louis XIV, de 1648, montrent l'influence de Nocret et de Le Brun.
Il a été le premier secrétaire historiographe de l'Académie royale de peinture et de sculpture à partir de 1650, professeur royal de peinture à partir de 1656 ; en 1680, il a publié un ouvrage de doctrine sur la peinture et sur l'Académie. Son appartenance à la religion protestante a entraîné son exclusion de l'Académie, le 10 août 1681 et a dû se réfugier aux Provinces-Unies.
Il s'est marié en mars 1656 avec Anne Loisel, de Guines, décédée avant 1673, dont il a eu plusieurs enfants, tous morts en bas âge.

## Œuvres d'Henri Testelin

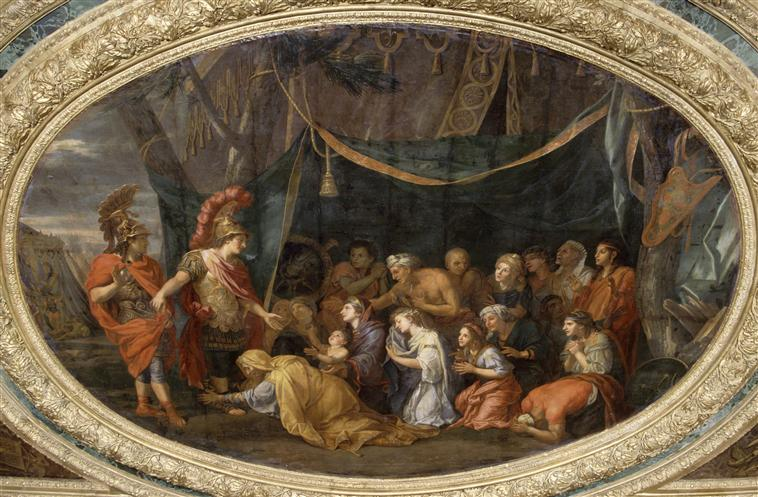
La famille de Darius au pied d'Alexandre. Château de Versailles.
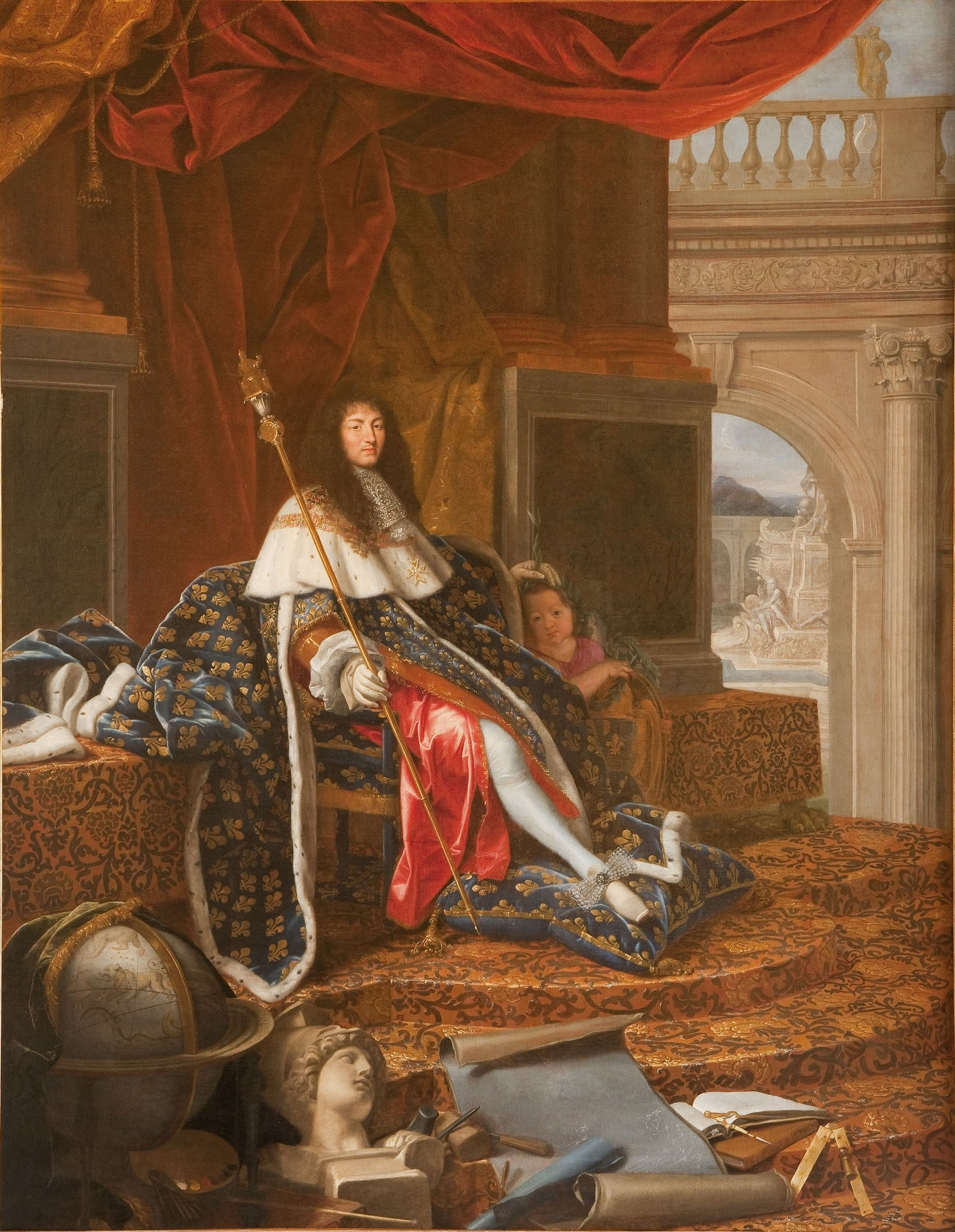
Louis XIV en 1667. Château de Versailles.
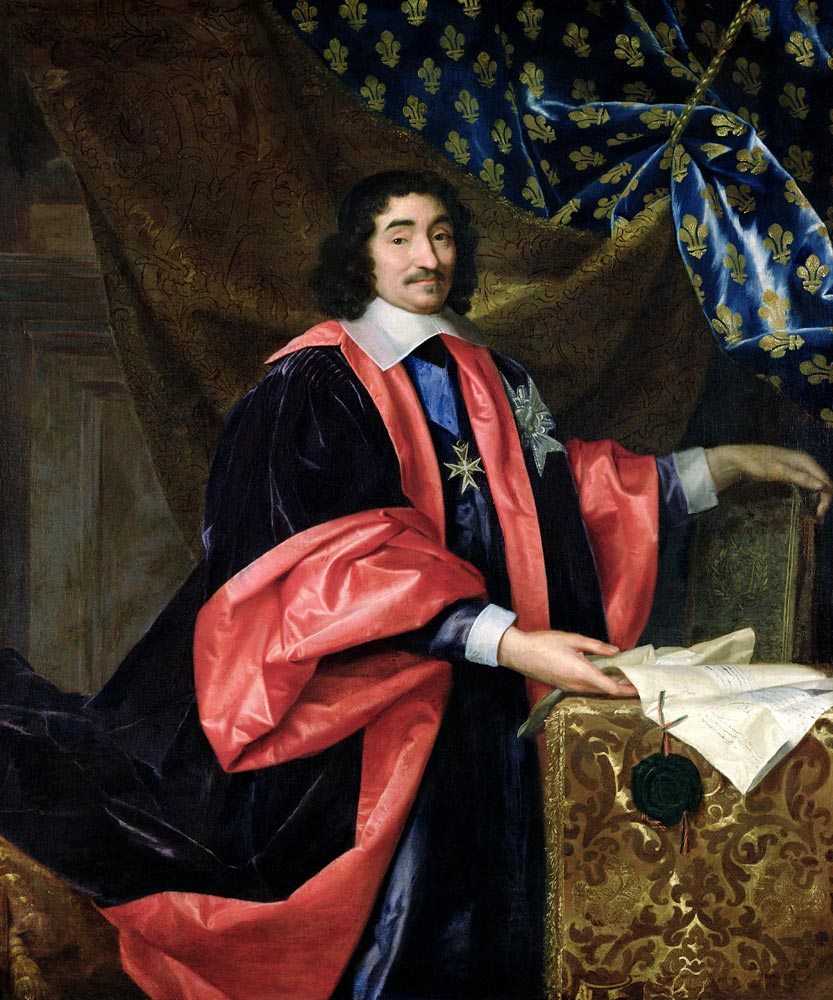
Portrait du chancelier Séguier vers 1668. Château de Versailles.
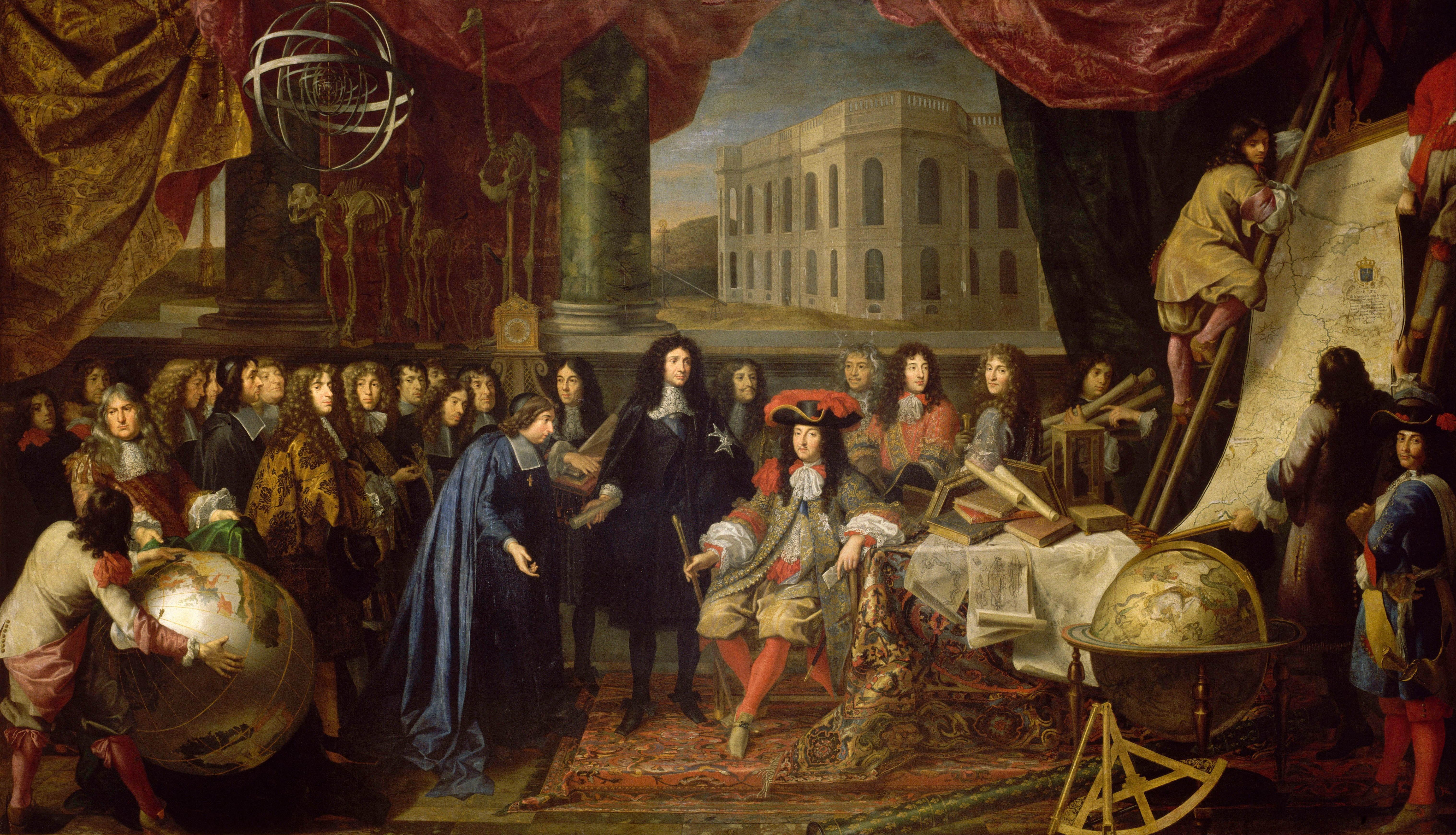
Colbert présentant à Louis XIVles membres de l'Académie royale des Sciences, seconde moitié du XVIIe siècle. Château de Versailles. Analyse des vêtements et surtout des dentelles et en particulier l'usage du Point de Venise, avant la promotion du point de France 'Dentelle d'Argentan sous l'action de Colbert[3].

## Publication
- Sentiments des plus habiles peintres sur la pratique de la peinture et de la sculpture, mis en tables de préceptes avec plusieurs discours académiques, Paris, 1re  édition chez l'auteur en 1680, 2e édition chez la veuve Mabre-Cramoisiy en 1696 (lire en ligne).

## Conférences à l'Académie royale de peinture et de sculpture
- Henri Testelin, « Henri Testelin peintre (1616-1695) sur L’usage du trait et du dessin », dans Conférences de l'Académie royale de peinture et de sculpture recueillies, annotées et précédées d'une étude sur les artistes écrivains par Henry Jouin (lire en ligne), p. 141-152
- Henri Testelin, « Henri Testelin peintre (1616-1695) sur L’expression générale et particulière », dans Conférences de l'Académie royale de peinture et de sculpture recueillies, annotées et précédées d'une étude sur les artistes écrivains par Henry Jouin (lire en ligne), p. 153-167
- Henri Testelin, « Henri Testelin peintre (1616-1695) sur Les proportions », dans Conférences de l'Académie royale de peinture et de sculpture recueillies, annotées et précédées d'une étude sur les artistes écrivains par Henry Jouin (lire en ligne), p. 168-179
- Henri Testelin, « Henri Testelin peintre (1616-1695) sur Le clair et l’obscur », dans Conférences de l'Académie royale de peinture et de sculpture recueillies, annotées et précédées d'une étude sur les artistes écrivains par Henry Jouin (lire en ligne), p. 180-186
- Henri Testelin, « Henri Testelin peintre (1616-1695) sur L’ordonnance », dans Conférences de l'Académie royale de peinture et de sculpture recueillies, annotées et précédées d'une étude sur les artistes écrivains par Henry Jouin (lire en ligne), p. 187-193
- Henri Testelin, « Henri Testelin peintre (1616-1695) sur La couleur », dans Conférences de l'Académie royale de peinture et de sculpture recueillies, annotées et précédées d'une étude sur les artistes écrivains par Henry Jouin (lire en ligne), p. 193-206